# Château de Freÿr
Pour les articles homonymes, voir Freyr (homonymie) et Freÿr (homonymie).
Le château de Freÿr (parfois orthographié Freyer), ou encore château de Freÿr-sur-Meuse, est un édifice situé à Freÿr, hameau de la commune belge d'Hastière, le long de la Meuse (rive gauche), entre Waulsort et Dinant. Le château, ses jardins et les rochers de Freÿr sur l'autre rive forment un des plus beaux sites de Belgique.

## Propriétaires

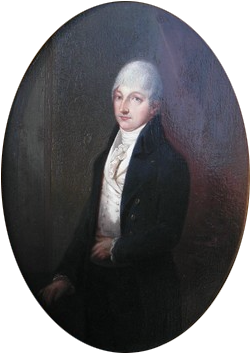
Frédéric-Auguste de Beaufort-Spontin

Au Moyen Âge, en 1378, le château fort est cédé en fief par le comte de Namur à Jean de Rochefort Orjo. En 1410, il revient à la famille de Beaufort-Spontin par le mariage de l'héritière Marie de Rochefort avec Jacques de Beaufort. 
Frédéric Auguste Alexandre de Beaufort-Spontin est nommé duc de Beaufort-Spontin en 1782. Les barons Bonaert, descendants de sa fille, Herménégilde (Gilda) Mouchet de Battefort, comtesse de Laubespin (1813-1880), héritière du château en 1817, habitent encore les lieux à ce jour. Les frères de Gilda, le 2e et le 3e duc, habitaient le château (de) de Bečov nad Teplou, en Bohême, qu'avait acheté le duc Frédéric-Auguste en 1813.

## Historique

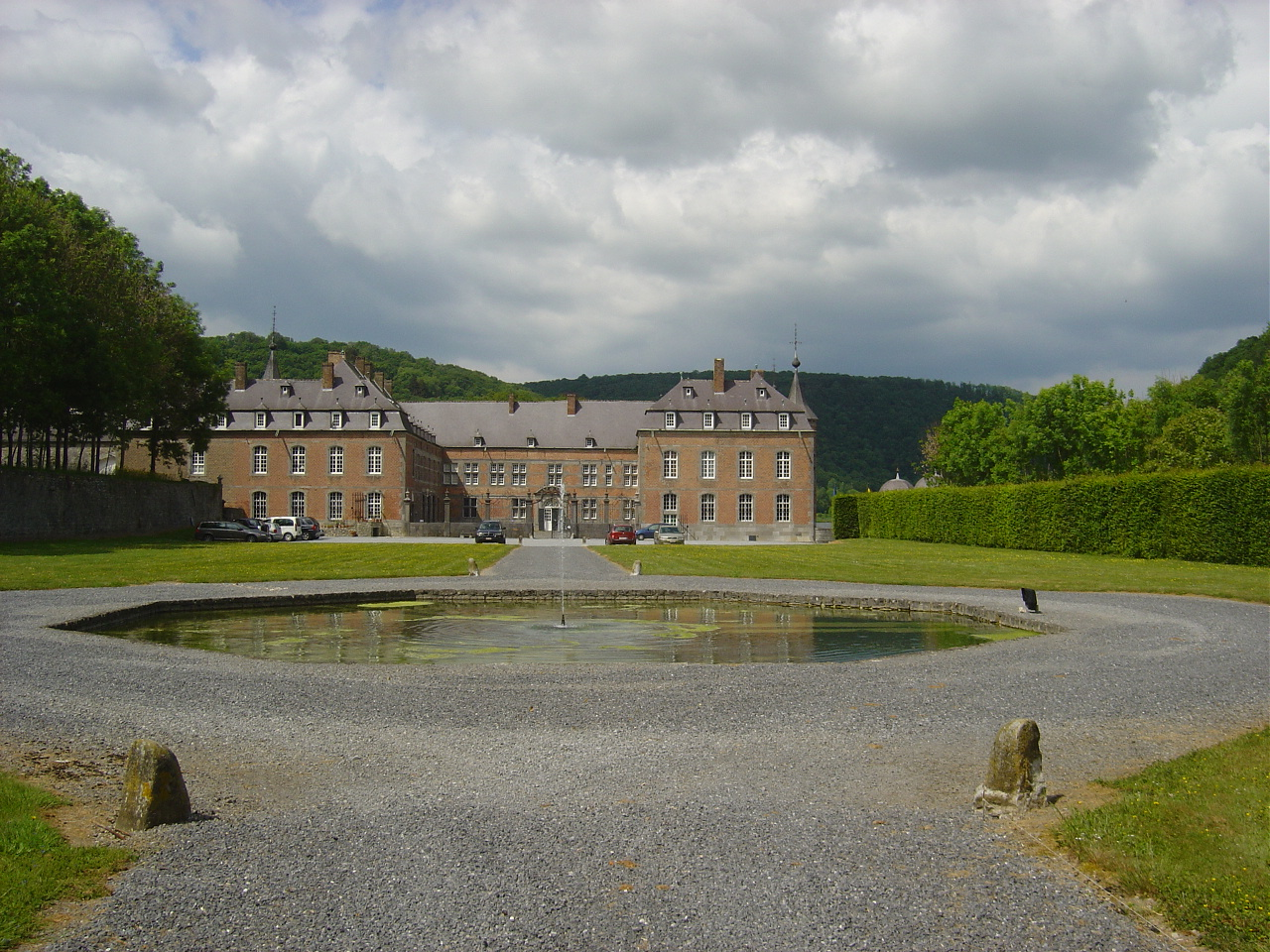
Façade du château.

### Des origines auXVIIesiècle
Un château médiéval qui existait dès le XIVe siècle et qui garantissait un gué sur la Meuse est détruit en 1554 par les troupes d'Henri II, en guerre contre Charles Quint. Un manoir est construit à sa place en 1571 dans le style Renaissance.
C'est de cette époque que date la partie la plus ancienne du bâtiment, l'aile est. En 1637, le complexe est agrandi en un bâtiment à quatre ailes autour d'une cour intérieure et deux jardins sont créés le long des rives de la Meuse.
Le 25 octobre 1675, durant la guerre de Hollande, les ambassadeurs de Louis XIV et de Charles II d'Espagne se réunissent au château pour signer un accord douanier et commercial concernant les marchandises transportées sur la Meuse et la Sambre : le traité de Freÿr. À cette occasion, du café est servi pour la première fois dans la région. En 1675, Louis XIV séjourne également au château lors du siège de Dinant.

### XVIIIesiècle
Au XVIIIe siècle, le château est transformé afin de servir de résidence d'été aux ducs de Beaufort-Spontin : l'aile sud est démolie et son portail de 1637 est intégré au grand vestibule nouvellement construit.
En 1769, deux pavillons mansardés sont construits à la place de l'ancienne aile sud, et l'année suivante, 1770, la cour intérieure est refaite et intègre une rose des vents. Une grille en fer forgé rappelant le chef-d'œuvre de Jean Lamour sur la place Stanislas de Nancy vient ainsi fermer  la cour d'honneur pour donner au château son aspect actuel.
Toujours au XVIIIe siècle, Guillaume de Beaufort-Spontin, veuillant s'épargner le trajet régulier jusqu'à l'église paroissiale d'Onhaye, située à cinq kilomètres, fait construire une chapelle dans le château avec l'autorisation de l'évêque de Namur, Paul-Godefroi de Berlo de Franc-Douaire.
En 1772, c'est au château de Freÿr qu'est négocié le traité entre le Roi et le Prince-Évêque, l'Église et l'État de Liège, concernant les limites, le commerce mutuel et la liberté des communications de leurs États respectifs, entre la France et la Principauté de Liège (qui sera signé le 24 mai 1772).
En 1785, l'archiduchesse Marie-Christine d'Autriche et son époux Albert Casimir de Saxe-Teschen sont invités au château.

### DuXIXesiècleà nos jours

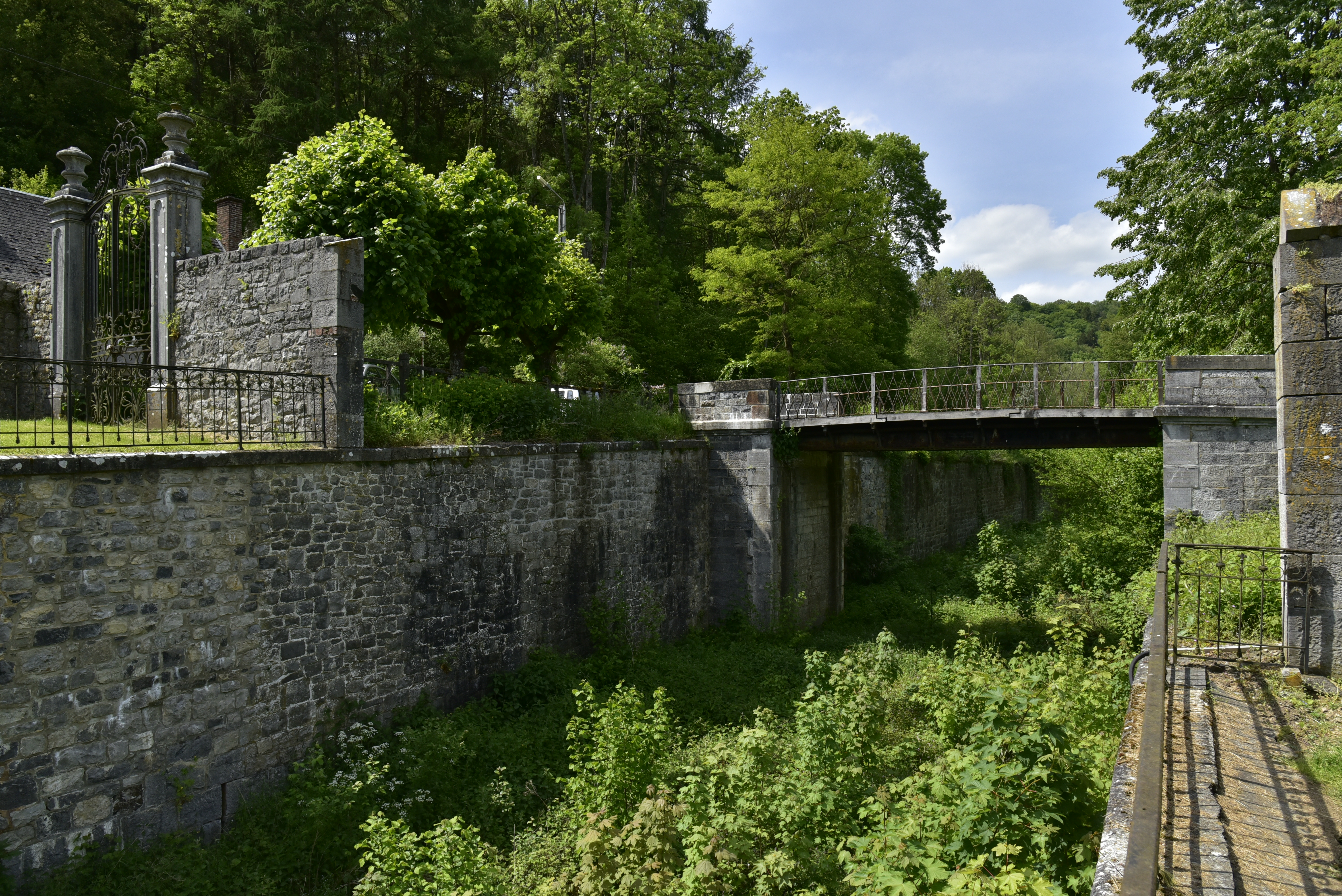
L'ancienne ligne de chemin de fer.

En 1863, une ligne de chemin de fer vient couper les jardins en deux par une tranchée au ras du pavillon rococo. Son utilisation est abandonnée un peu plus d'un siècle plus tard, mais la voie ferrée subsiste encore aujourd'hui.
Pendant la Première Guerre mondiale, des combats ont lieu entre les troupes allemandes et françaises aux alentours du château. Ainsi, le 23 août 1914, au matin, les troupes allemandes traversent la Meuse à proximité du château par l'est. Après les combats, les troupes françaises se replient vers l'ouest. Les pionniers allemands construisent alors un pont temporaire à proximité du château, qui est achevé vers minuit. Les Allemands occupent alors le château, et une salle d'opération est même aménagée dans la salle de réception du duc, le billard servant de table d'opération.
L'établissement est restauré à la fin des années 1960 et au début des années 1970.
En février 1995, une crue de la Meuse dévaste le château : en effet, depuis le redressement du cours de la Meuse en 1876, les crues atteignant le château sont devenues plus fréquentes.
De nouvelles rénovations ont lieu en 2021.

## Description

### Extérieur
La plus ancienne partie du château actuel date de 1571 et est un des premiers exemples du style mosan. Au XVIIe siècle, la demeure est agrandie de trois nouvelles ailes, qui forment ainsi un quadrilatère. 

### Intérieur

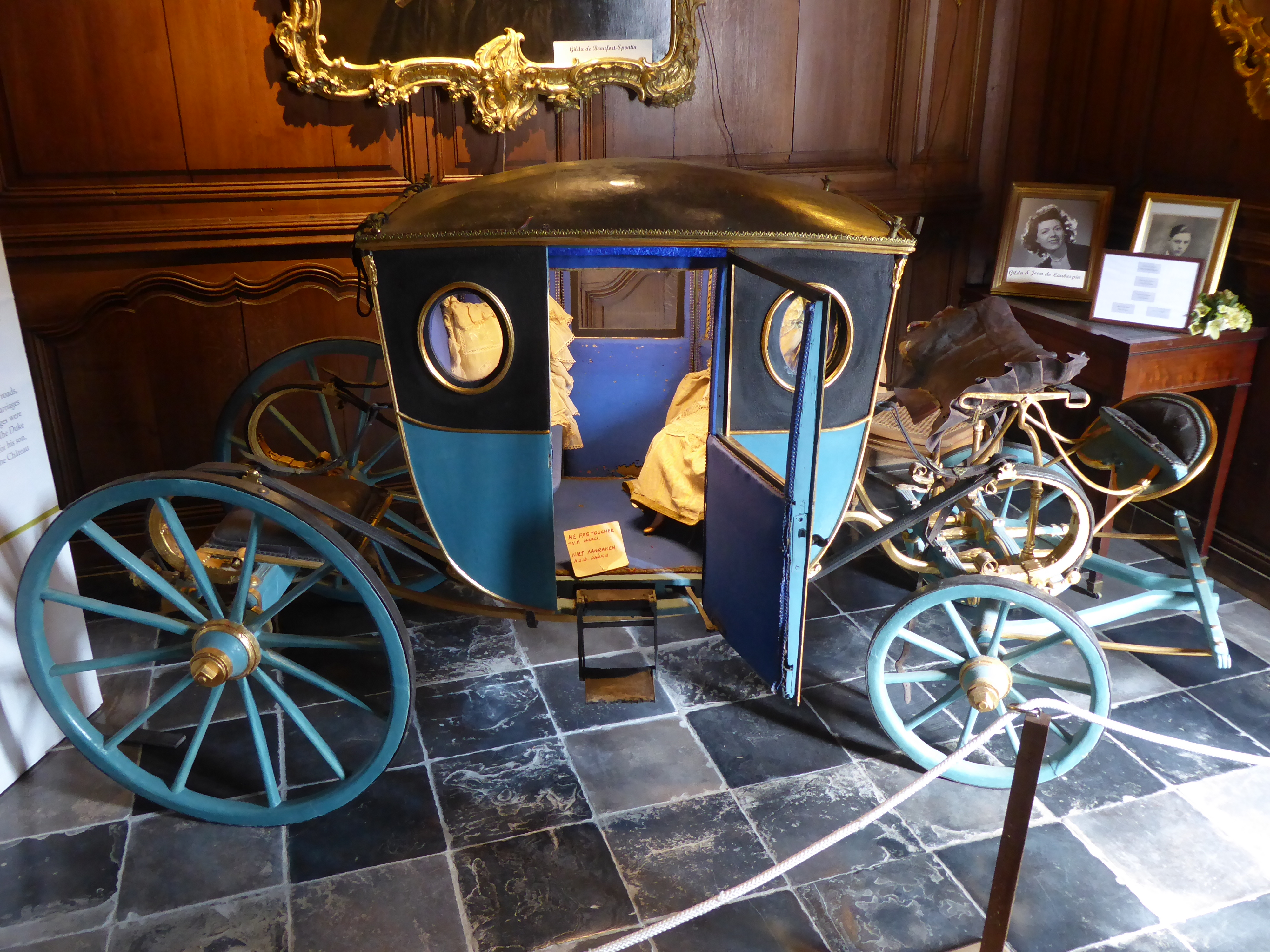
carrosse pour enfants du XVIIIe siècle.

L'ameublement et les décorations intérieures sont typiques d'une résidence d'été d'un aristocrate au XVIIIe siècle. 
Les pièces contiennent le mobilier d'époque des ducs de Beaufort-Spontin, ainsi que des traces d'histoire laissées par des hôtes royaux (Louis XIV, l'archiduchesse Marie-Christine, fille de l'impératrice Marie-Thérèse d'Autriche, le roi Stanislas I) et la mémoire vivante de 20 générations, dont un délicieux carrosse pour enfants (XVIIIe siècle) qui obtint le premier prix lors de l'Exposition universelle de Paris (1889).

#### Grand vestibule

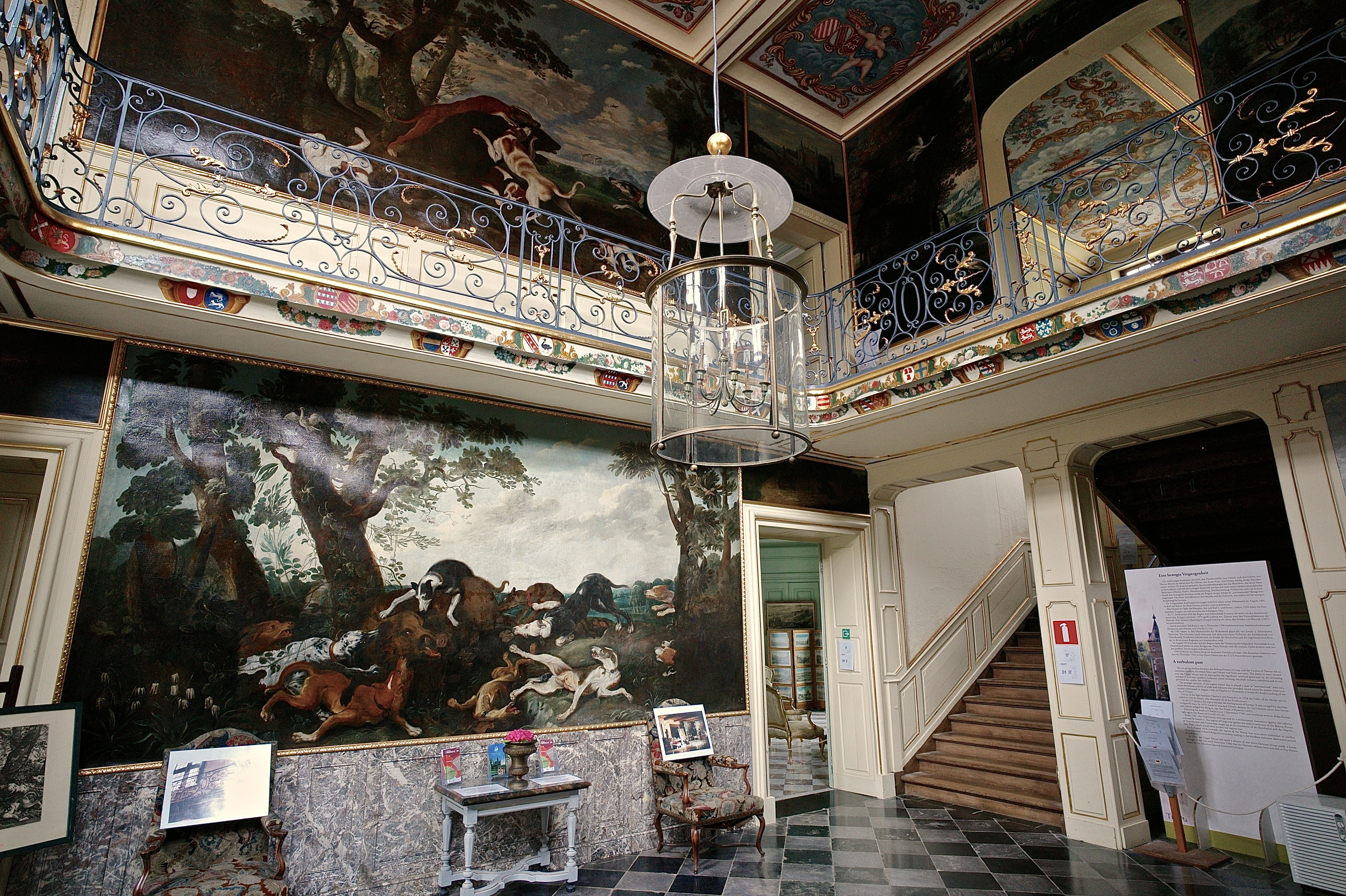
Le grand vestibule.

Le grand vestibule se répartit sur deux niveaux. Ses murs sont décorés de scènes de chasse d'après Frans Snyders, tandis que le plafond est couvert de fresques Louis XV. 

#### Chapelle
La chapelle est dotée de boiseries Régence et d'un autel baroque. Certaines de ses fenêtres proviennent de l'abbaye de Waulsort et datent du XVIe siècle.

#### Salle à manger
Bien que située dans la partie la plus ancienne du bâtiment, la salle à manger n'a été créée sous sa forme actuelle qu'en 1886 lors d'une rénovation initiée par Louise de Laubespin. La cheminée Renaissance était située à l'origine dans le château de Louvigny.

### Jardins

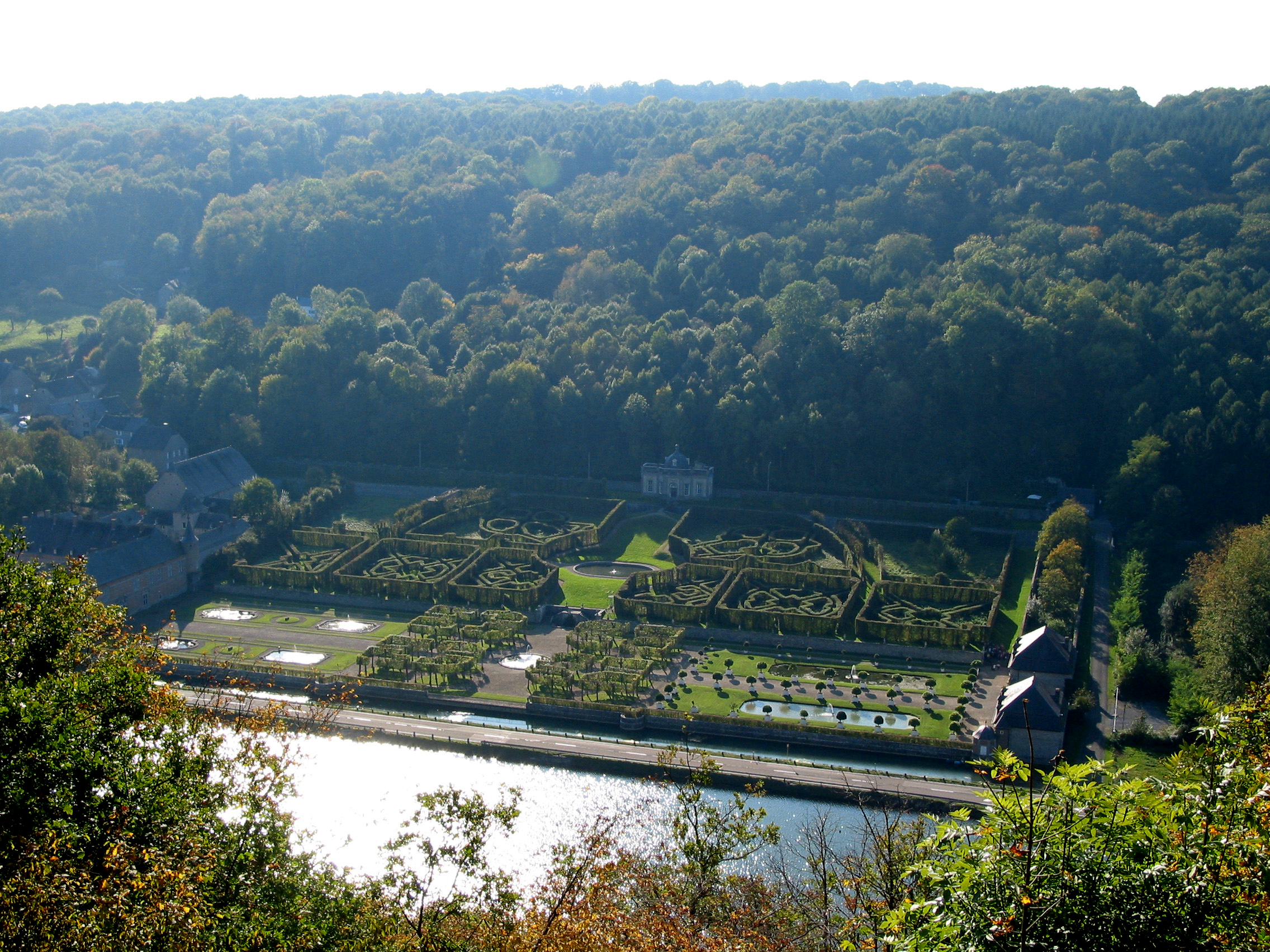
Les jardins.

Dessinés « à la Le Nôtre » en 1760 par le chanoine Guillaume de Beaufort-Spontin et agrandis par son frère Philippe en 1770, les jardins s'étalent en terrasses sur la rive gauche de la Meuse. Ils offrent des perspectives au nord vers les bois et au sud vers la Meuse. 
Des jets d'eau et bassins animent le parterre émaillé d'orangers, dont certains ont plus de 350 ans. Venus de Lunéville, la résidence des ducs de Lorraine, au cours de la première partie du XVIIIe siècle, ce sont les arbres en caisses les plus anciens d'Europe. Les orangeries, datant de 1760, sont les plus anciennes des Pays-Bas.
Le niveau supérieur est couvert de charmilles (6 km), qui révèlent un ensemble de dessins inspirés des figures d'un jeu de carte, un thème aussi présent dans les statues en terracotta de Paul-Louis Cyfflé.

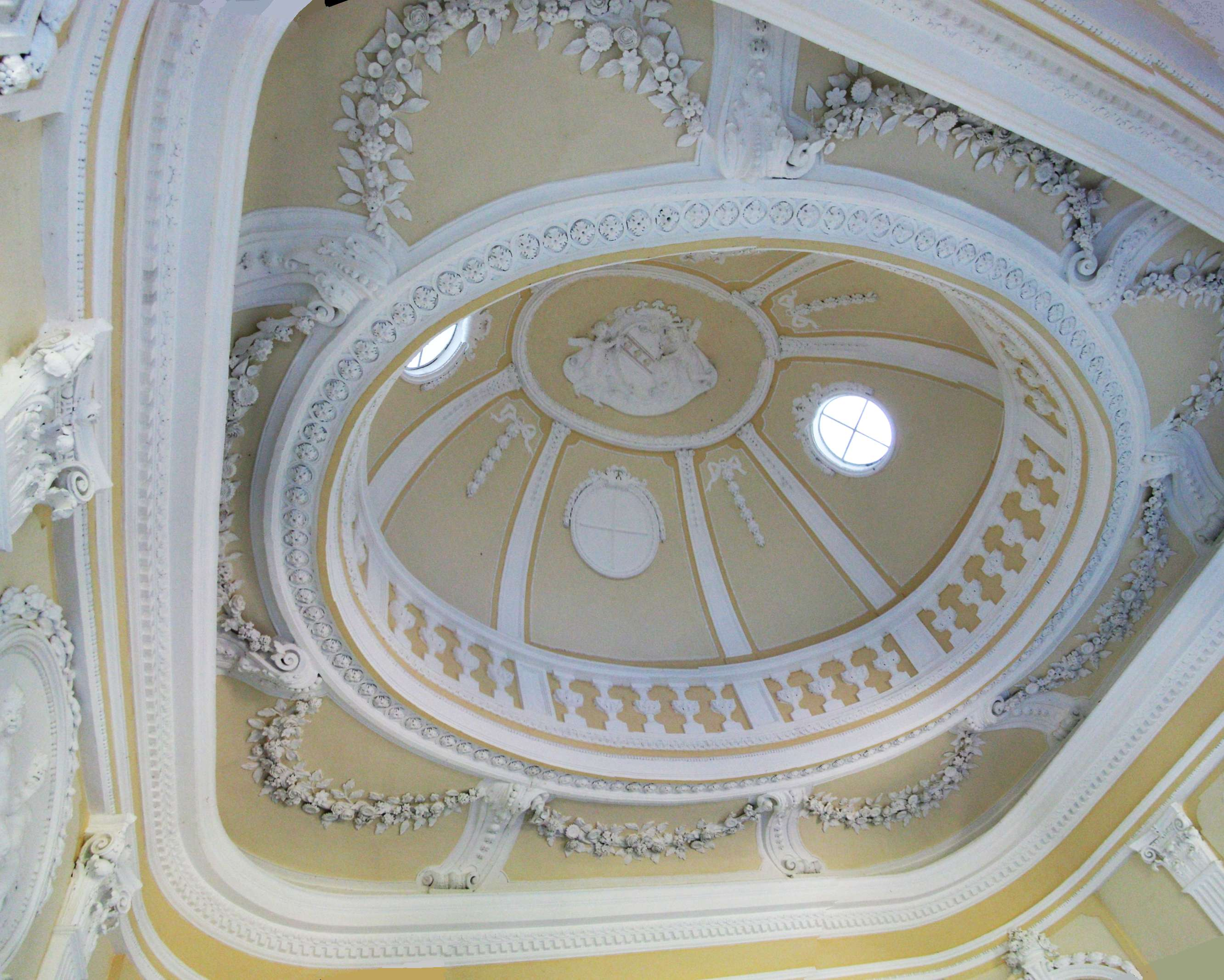
La coupole du pavillon Frédéric Salle.

Au sommet des jardins, le pavillon rococo « Frédéric Salle », érigé en 1774-1775, avec sa coupole et ses stucs réalisés par les Tessinois Paolo Antonio et Carlo Domenico Moretti, offre un large panorama sur la vallée.
Francis Bonaert et Nathalie Harlez de Deulin précisent que « les jardins de Freÿr constituent sans doute l'exemple le plus purement français conservé en Wallonie ».

### Les rochers de Freÿr

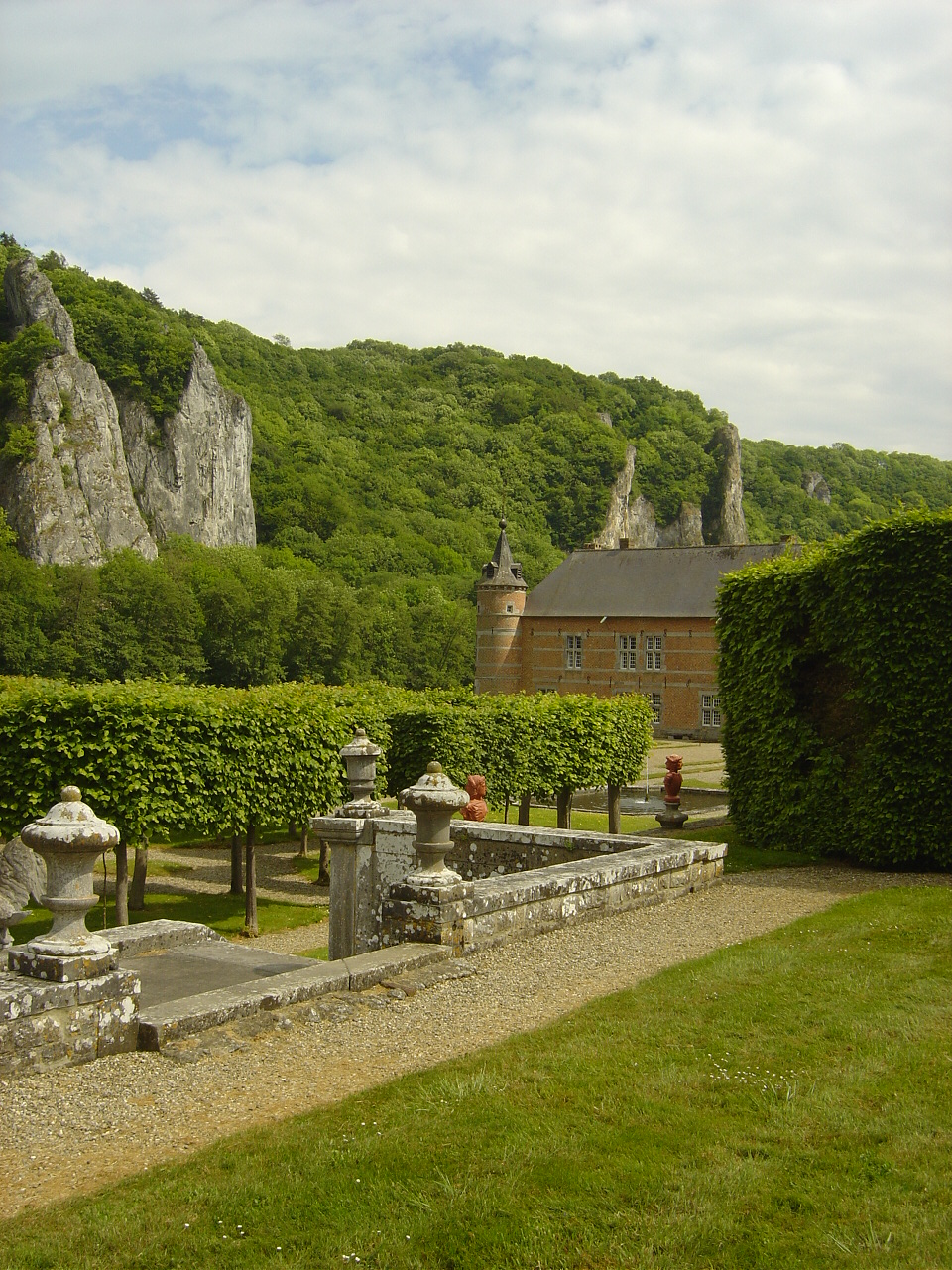
Le jardin et les rochers de Freÿr.

Bien qu'apparemment liés au même lieu, les jardins de Freÿr et les rochers de Freÿr sont deux sites à distinguer. En effet, les jardins de Freÿr s'étendent sur la rive gauche de la Meuse, tandis que les rochers descendent à pic dans la Meuse sur la rive droite.

## Dans l'art et la littérature
Jean-Joseph De Cloet, administrateur du domaine de Freÿr au XIXe siècle, publie en 1825 un Voyage pittoresque dans le Royaume des Pays-Bas, qui contient une description du château, ainsi qu'une représentation par Madou.
En 1842, dans son ouvrage Le Rhin, qui se compose de lettres fictives, Victor Hugo qualifie le château de Freÿr de « joli châtelet rococo qui a l’air d’une pâtisserie maniérée ou d’une pendule du temps de Louis XV, avec son bassin lilliputien et son jardinet Pompadour, dont on embrasse toutes les volutes, toutes les fantaisies et toutes les grimaces d’un coup d’œil ». Il ajoute : « Rien de plus singulier que cette petite chinoiserie dans cette grande nature. On dirait une protestation criarde du mauvais goût de l’homme contre la poésie sublime de Dieu. »
En 1845, l'écrivain voyageur anglo-irlandais Dudley Costello (en) signale, dans A Tour through the Valley of the Meuse, que si « le château en lui-même ne présente rien de remarquable », « sa situation dans la partie la plus romantique de la Meuse étale tous les charmes que le bois, la roche et l'eau ont à offrir ».
Enfin, dans son ouvrage La Belgique paru en 1888, l'écrivain belge Camille Lemonnier décrit les jardins de Freÿr comme des « merveilles », tronçonnées par l'« ignoble railway moderne ». 

## Jumelage
- Château d'Oron (Suisse)
- Marksburg (Allemagne)
- Villa Rotonda (Italie)
- Modave (Belgique)
- Château de la Roche-Courbon (France)
- Château Ammersoyen (Pays-Bas)
- Château d'Eggenberg (Autriche)
- Nowy Wiśnicz (Pologne)
- Château de Vianden (Luxembourg)